# Baradla

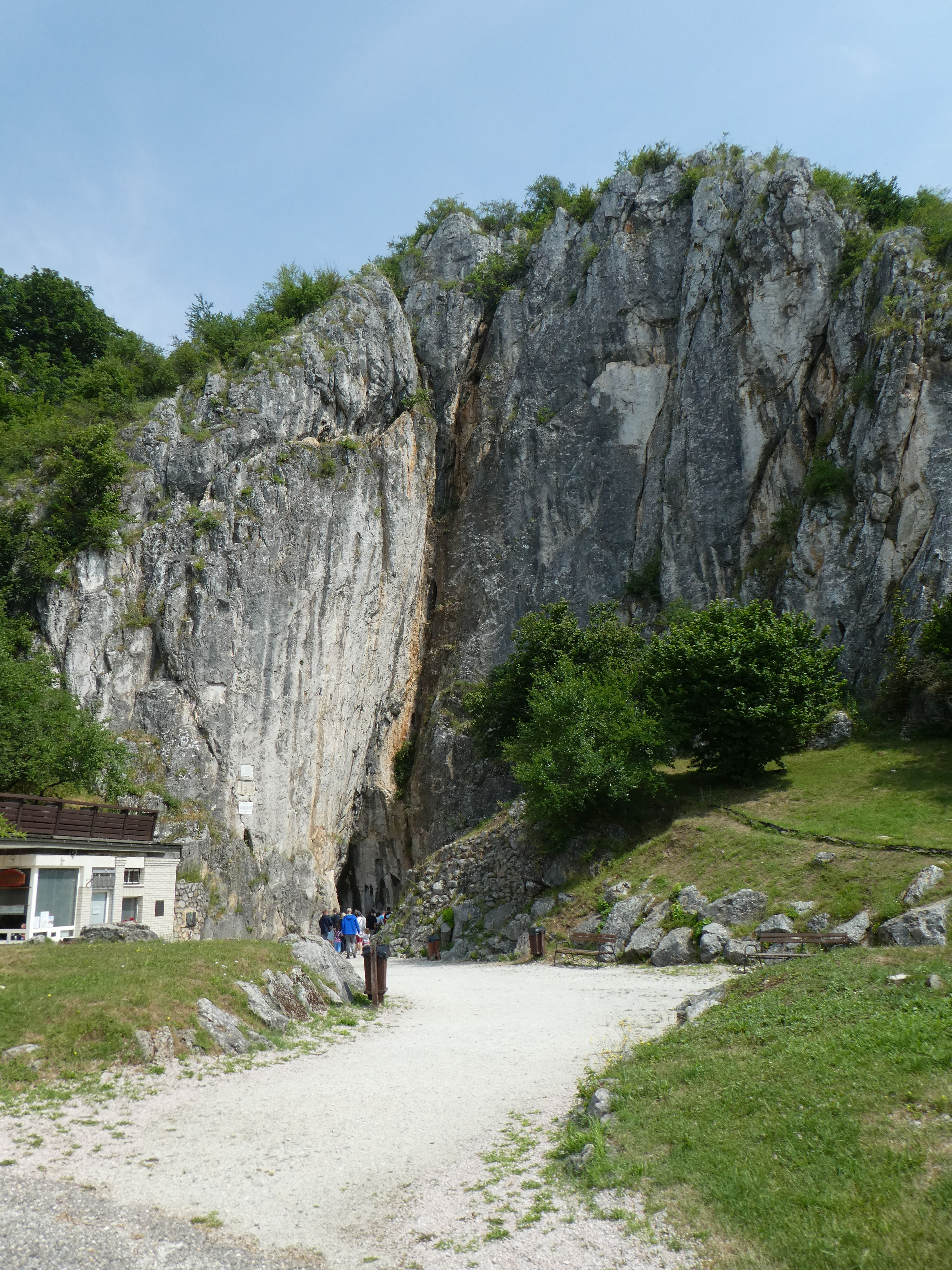
Eingangsbereich der Höhle in Aggtelek

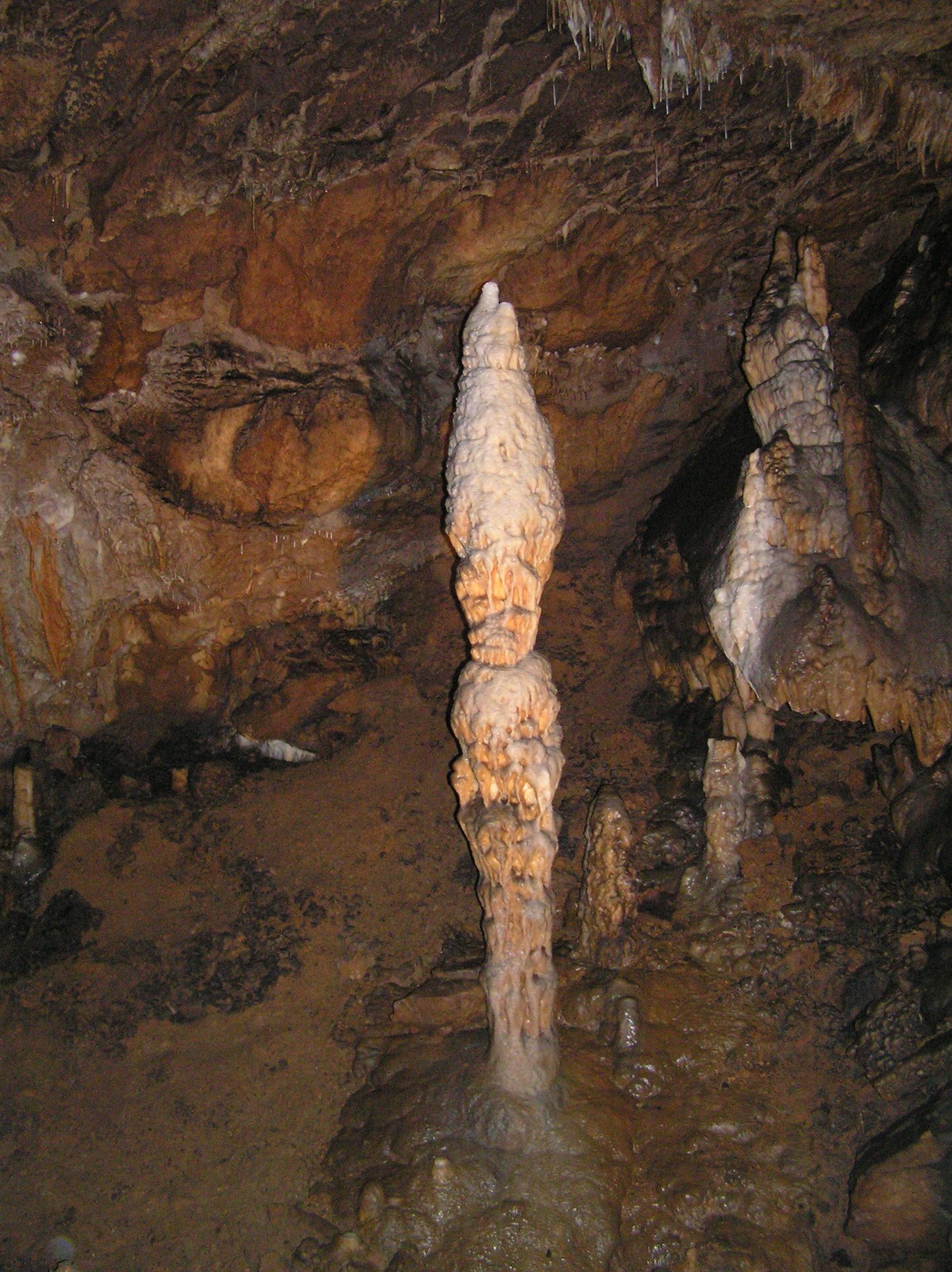
Zwei Stalagmiten in der Baradla-Höhle

Die Baradla-Tropfsteinhöhle liegt im Aggtelek-Nationalpark in Ungarn. Sie ist Teil des Baradla-Domica-Höhlensystems.
Die Höhle zeigt eine große Vielfalt Sinterbildungen (Speläothem), darunter sensible Tropfsteingebilde. Früher konnten Teile der Höhle mit Booten befahren werden, was aber wegen zu geringen Wasserstandes nicht mehr möglich ist. In der Nähe von Jósvafő ist einer der größten Tropfsteine weltweit zu sehen.
In der Höhle befindet sich ein Konzertsaal, in dem öfter Konzerte jeglichen Musikstils abgehalten werden. Der Saal ist mit einer Bühne ausgestattet, in deren Hintergrund sich ein Tropfsteinfeld befindet, welches durch eine raffinierte Beleuchtung zur Geltung kommt. Der Konzertsaal wird auch während der Führungen gezeigt.

## Lage
Die Höhle liegt im Nordosten Ungarns im Komitat Borsod-Abaúj-Zemplén. Die Haupteingänge befinden sich in Aggtelek und Jósvafő.
Einige Teile der Höhle reichen über die nahegelegene Grenze in die Slowakei. Zusammen mit der dortigen Domica-Höhle bildet sie das UNESCO-Weltkulturerbe Baradla-Domica-Tropfsteinhöhlensystem.

## Besichtigung
Es werden ganzjährig verschiedene Besichtigungstouren mit 1, 2, 5 und 7 Stunden angeboten. Die langen Touren (5 Stunden und 7 Stunden) beinhalten auch unbeleuchtete Passagen. Die Besucher werden hierfür mit Lampen ausgestattet. Für die langen Touren sollte man sich voranmelden.
Gerade bei den langen Touren empfiehlt es sich, sich warm anzuziehen, da die Temperatur in der Höhle nur +10 °C beträgt.
Die Besichtigungstouren führen nicht in die slowakischen Teile der Höhle.